# High-Mobility-Group-Proteine
Die High-Mobility Group oder HMG ist ein Proteinstrukturmotiv und gleichzeitig der Name einer Gruppe von DNA-bindenden Proteinen, die bei der Transkription, Replikation, Rekombination und DNA-Reparatur eine Rolle spielen.
HMG-box-Proteine finden sich in einer Vielzahl eukaryontischer Organismen.
HMG-Proteine wurden ursprünglich aus Säugerzellen isoliert und nach ihrer elektrophoretischen Beweglichkeit (englisch: electrophoretic mobility) in Polyacrylamid-Gelen benannt.

## Einteilung
Die High-Mobility Group Proteine werden in drei Familien eingeteilt, die jede eine charakteristische Domäne besitzen.
- HMGA – besitzen drei AT-hook-Domänen
  - HMGA1
  - HMGA2

- HMGB – besitzt eine HMG-box-Domäne
  - HMGB1
  - HMGB2
  - HMGB3
  - HMGB4

- HMGN – besitzt eine nucleosomal binding domain
  - HMGN1 Protein
  - HMGN2 Protein
  - HMGN4 Protein

- Sex-Determining Region Y Protein

- TCF Transcription Factors
  - Lymphoid enhancer-binding factor 1
  - T Cell Transcription Factor 1